# Platyzosteria atrata
Platyzosteria atrata är en kackerlacksart som först beskrevs av Wilhelm Ferdinand Erichson 1842.  Platyzosteria atrata ingår i släktet Platyzosteria och familjen storkackerlackor. Inga underarter finns listade i Catalogue of Life.